# 波歌山古墳

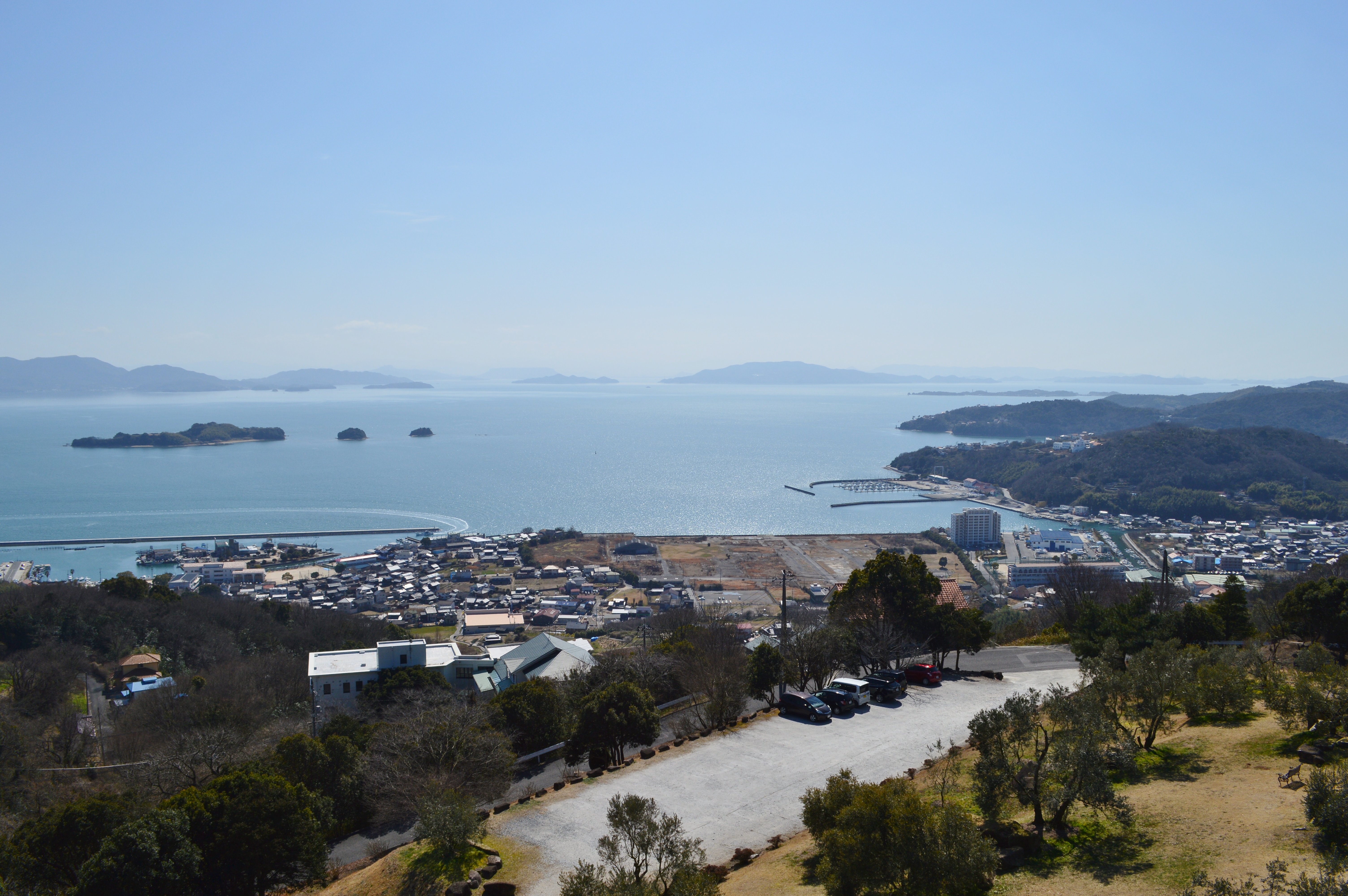
古墳の所在した丘陵跡（中央の空閑地）牛窓オリーブ園から望む。左上の黒島に黒島1号墳、右の2丘陵に鹿歩山古墳・二塚山古墳が所在する。

波歌山古墳（はかやまこふん）は、岡山県瀬戸内市牛窓町牛窓にあった古墳。形状は前方後円墳。現在では墳丘は失われている。

## 概要
| 湾内位置 | 古墳名         | 墳丘長 | 築造時期    | 史跡指定         |
| -------- | -------------- | ------ | ----------- | ---------------- |
| 北東     | 牛窓天神山古墳 | 85m    | 4c中葉-後半 | 瀬戸内市指定史跡 |
| 南       | 黒島1号墳      | 81m    | 5c前半-中葉 | なし             |
| 北西     | 鹿歩山古墳     | 84m    | 5c後半      | 岡山県指定史跡   |
| 北       | 波歌山古墳     | 60m    | 6c前半      | （消滅）         |
| 南西     | 二塚山古墳     | 55m    | 6c後半      | 岡山県指定史跡   |

岡山県南東部、牛窓湾に面して綾浦・紺浦を隔てる丘陵（波歌山、標高約40メートル）上に築造された古墳である。牛窓湾では、本古墳のほか二塚山古墳・鹿歩山古墳・牛窓天神山古墳・黒島1号墳の前方後円墳5基が湾を取り囲むように築造されたことが知られる。本古墳では1968年（昭和43年）に岡山県教育委員会による測量調査が実施されたのち、1969年（昭和44年）の土取り工事で墳丘が削平されており、現在は丘陵の一部のみを残存する。
墳形は前方後円形で、前方部を南西方向に向けた。墳丘は2段築成とみられる。墳丘外表で葺石の存在は明らかでないが、円筒埴輪片・形象埴輪片（盾形埴輪か）が採集されている。埋葬施設は後円部・前方部における竪穴式石室各1基である。またそれらとは別に、前方部南東部で木棺直葬と推測される施設が認められていた。
築造時期は、古墳時代後期の6世紀前半頃と推定される。他の前方後円墳4基とともに当時の牛窓湾の港湾としての政治的重要性を示す古墳になる。特に吉備地方中枢部では同時期に古墳規模が大幅に縮小するのに対して、牛窓では縮小度が小さい点が注意される。

## 墳丘

埴輪 寒風陶芸会館展示。

墳丘の規模は次の通り。
- 墳丘長：約60メートル
- 後円部 - 2段築成。
  - 直径：約30メートル
  - 高さ：約8メートル
- 前方部 - 2段築成。
  - 長さ：約34メートル
  - 幅：約23-35メートル
  - 高さ：約6メートル

- 埴輪
寒風陶芸会館展示。

## 埋葬施設
埋葬施設としては、後円部・前方部において各1基の竪穴式石室の構築が認められている。各石室の詳細は次の通り。
後円部石室
石室規模は、長さ5.1メートル・幅1.2メートル・高さ2.1メートル。
石室主軸は墳丘主軸と平行方向。割石積みにより構築される。
前方部石室
石室規模は、長さ6メートル・幅1.3メートル・高さ1.2メートル。
石室主軸は墳丘主軸と平行方向。
そのほか、前方部南東部で木棺直葬（推定）1基が確認されている。木棺は長さ2メートル・幅0.7-0.8メートルを測り、下に角礫を敷いており、副葬品としてガラス小玉3・甲冑片・鉄鏃片・須恵器片が出土している。

## 関連施設
- 寒風陶芸会館（瀬戸内市牛窓町長浜） - 波歌山古墳の出土埴輪・図面を展示。

## 関連文献
（記事執筆に使用していない関連文献）
- 「波歌山古墳」『岡山県埋蔵文化財報告3』岡山県教育委員会、1973年。
- 「波歌山古墳」『岡山県史』 18 考古資料、岡山県、1986年。